# 38P/Stephan-Oterma
38P/Stephan-Oterma, indicata anche come cometa Stephan-Oterma, è una cometa periodica del Sistema solare, appartenente alla famiglia cometaria di Halley.

## Storia osservativa
È stata scoperta dall'astronomo Jérôme Eugène Coggia il 22 gennaio 1867 dall'Osservatorio di Marsiglia, che pensò di aver trovato una nebulosa ancora non classificata. A causa di cattive condizioni atmosferiche non poté continuare le osservazioni che furono riprese da Édouard Stephan due giorni dopo. Stephan notò che l'oggetto si era spostato e comunicò l'avvenuta scoperta. Poiché non menzionò nel telegramma il nome di Coggia, alla cometa venne assegnato il suo nome.
Si segnala inoltre la scoperta indipendente di Ernst Tempel, che individuò la cometa il 28 gennaio nei pressi della stella π Arietis.
Ludwig Becker ne calcolò un'orbita definitiva nel 1891 e ne predisse il ritorno tra il 1902 ed il 1912. La cometa, tuttavia, non fu osservata.
Fu riscoperta da Liisi Oterma il 6 novembre 1942. Fred L. Whipple ne calcolò un'orbita e propose l'identificazione con la Cometa Stephan del 1867. Tale informazione permise di stimare il periodo orbitale tra i 38,84 e 38,88 anni.
La successiva apparizione fu predetta con successo da D. K. Yeomans. La cometa fu recuperata il 13 giugno 1980 da H.-E. Schuster dell'European Southern Observatory.

## Orbita
La Cometa Stephan-Oterma percorre un'orbita con elevata eccentricità, inclinata di circa 18° rispetto al piano dell'eclittica. L'afelio, esterno all'orbita di Urano, è a 20,92 UA dal Sole; il perielio, prossimo all'orbita di Marte, è a 1,57 UA dal Sole. La cometa completa un'orbita in circa 37,72 anni.
Durante i ritorni favorevoli, la minima distanza tra la cometa e la Terra, sempre superiore alle 0,5 unità astronomiche, è raggiunta in prossimità del perielio. L'orbita percorsa porta la cometa ad avere incontri ravvicinati con i giganti gassosi, Giove, Saturno ed Urano, alcuni dei quali previsti per i prossimi secoli.
Si prevede che alla cometa sia associato uno sciame meteorico osservabile nei cieli di Marte.